# Grupo Carme

Este diagrama ilustra os maiores satélites irregulares de Júpiter. A localização do Carme Ananke é ilustrada pela presença da lua Carme próxima à parte inferior. A posição dos objetos no eixo horizontal indica suas distâncias de Júpiter. O eixo vertical indica sua inclinação orbital. A excentricidade orbital é indicada pelas barras amarelas, que ilustram as distâncias máximas e mínimas dos objetos em relação a Júpiter. Os círculos ilustram o tamanho relativo de cada objeto.

O grupo Carme é um grupo de satélites irregulares retrógrados que seguem órbitas similares a do satélite Carme e que acredita-se possuírem uma origem comum.
Seus semi-eixos maiores (distâncias de Júpiter) variam entre 22,9 e 24,1 Gigâmetros (Gm), suas inclinações orbitais oscilam entre 164,9º e 165,4º e suas excentricidades orbitais ficam na faixa entre 0,23 e 0,27 (com apenas uma exceção).
Os principais membros são (do maior para o menor):

Este diagrama compara os elementos orbitais e os tamanhos relativos dos membros do grupo Carme. O eixo horizontal ilustra suas distâncias de Júpiter e o eixo vertical suas inclinações orbitais. Os círculos representam os seus tamanhos relativos.

- Carme (o maior satélite, que dá nome ao grupo)
- Taigete
- Euquelade[3]
- S/2003 J 5[3]
- Caldene
- Isonoe
- Calique (substancialmente mais vermelho do que os outros)
- Erinome
- Aitne
- Kale
- Pasite
- S/2003 J 9[3]
- S/2003 J 10[3]

A União Astronómica Internacional (UAI) reserva os nomes terminados em -e para todas as luas retrógradas, o que inclui membros desse grupo.

## Origem

Este diagrama mostra a compacidade do grupo Carme.

A dispersão muito baixa dos elementos orbitais entre os membros nucleares (o grupo é separado por menos de 700.000 km de semi-eixo maior e menos de 0,7º de inclinação) sugere que o grupo Carme pode ter sido um único corpo, despedaçado por um impacto. A dispersão pode ser explicada por uma velocidade de impulso muito baixa (5 < δV < 50 m/s). Provavelmente, o corpo de origem possuía o tamanho de Carme, com 46 km de diâmetro; 99% da massa do grupo ainda está localizada nesse satélite.
O maior suporte à origem do corpo único provém das cores conhecidas: todos os satélites (com exceção de Calique, substancialmente mais avermelhado) apresentam uma cor vermelho clara, de índices de cores B-V= 0,76 e V-R= 0,47 e espectro infravermelho, similar aos asteróides tipo-D.
Esses dados são consistentes com uma progenitora da família Hilda ou um asteróide troiano de Júpiter.